# Sông Amazon
Sông Amazon (tiếng Tây Ban Nha: Río Amazonas; tiếng Bồ Đào Nha: Rio Amazonas) là một dòng sông ở Nam Mỹ. Amazon  được xem là con sông dài nhất thế giới theo một số nguồn thông tin và là sông có lưu vực rộng nhất và lưu lượng nước nhiều nhất thế giới.
Sông Amazon chiếm khoảng 20% tổng lưu lượng nước ngọt cung cấp cho các đại dương . Chỗ rộng nhất của sông vào mùa khô khoảng 11 km (6,8 dặm). Vào mùa mưa lũ, chỗ rộng nhất của sông có thể lên đến 40 km (24,8 dặm) và khu vực cửa sông có thể rộng tới 325 km (202 dặm) . Do độ rộng của sông như vậy, người ta còn gọi là sông biển.

## Lịch sử
Sông Amazon được Francisco de Orellana phát hiện năm 1542, ban đầu nó được đặt tên là Riomar.
Con sông Amazon thuộc hàng dài nhất thế giới nằm ở khu vực Nam Mỹ được xác định đã 11 triệu năm tuổi. Nó có hình dạng như hiện nay từ 2,4 triệu năm trước. Đây là kết quả nghiên cứu của những nhà khoa học tại Đại học Liverpool Anh, Đại học Amsterdam Hà Lan và công ty dầu mỏ quốc gia Brazil Petrobras. Họ đưa ra kết luận này nhờ nghiên cứu những mẫu trầm tích lấy từ hai lỗ khoan ở cửa sông Amazon.
Trước nghiên cứu này, độ tuổi chính xác của sông Amazon vẫn là một bí ẩn. Các nhà nghiên cứu vốn không thể xâm nhập vào Amazon Fan - một cột trầm tích dày tới 10 km - ở con sông này. Công ty Petrobras đã quyết định khoan hai lỗ ở cửa sông Amazon - một cái sâu tới 4,5 km dưới mực nước biển - để lấy trầm tích phục vụ cho nghiên cứu.
"Trầm tích của sông cung cấp dữ liệu về khí hậu và địa lý thời cổ đại của khu vực", Jorge Figueiredo - thuộc khoa nghiên cứu đại dương và Trái Đất Đại học Liverpool - cho biết. "Nghiên cứu này cũng có ý nghĩa quan trọng trong việc cung cấp hiểu biết cho chúng ta về địa lý học Nam Mỹ cũng như sự tiến hóa sinh vật biển ở khu vực Amazon và vùng bờ biển Đại Tây Dương".
Tuy nhiên, Amazon, dù được xem là dài nhất thế giới, vẫn khá "trẻ" so với nhiều con sông khác trên thế giới. "Sông New ở Bắc Mỹ và Nile ở châu Phi được cho là đã hàng trăm triệu năm tuổi", Carina Hoorn, thuộc Đại học Amsterdam, cho hay.

## Địa lý

### Lưu vực

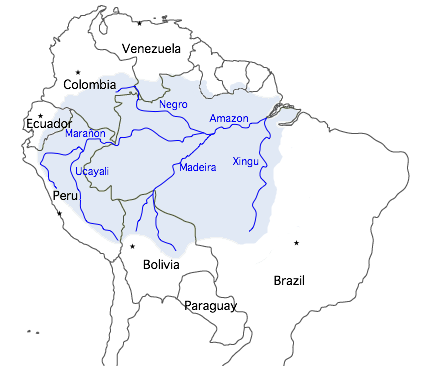
Bản đồ lưu vực sông Amazon

Lưu vực sông bao phủ phần lớn rừng Amazon, khu rừng nhiệt đới lớn nhất trên thế giới, chiếm diện tích 5.500.000 km² (phần lớn ở Brazil).
Amazon Lưu trữ ngày 23 tháng 1 năm 2007 tại Wayback Machine có lưu vực rộng nhất thế giới với hơn 1.000 sông nhánh đan chéo nhau dệt thành một mạng sông dày đặc, trong đó có hơn 17 nhánh có chiều dài 1.500 km. Lưu vực Amazon chiếm khoảng 40% tổng diện tích đại lục Nam Mỹ, lớn gấp đôi diện tích lưu vực sông Congo ở châu Phi.
Sông Amazon và các phụ lưu của nó đặc trưng bởi những khu rừng rộng lớn bị ngập nước vào mỗi mùa mưa. Mỗi năm mực nước sông dâng cao hơn 9 mét (30 ft), làm ngập lụt các khu vực rừng lân cận, được gọi là várzea ("rừng bị ngập nước"). Các khu rừng bị ngập nước của Amazon là những ví dụ điển hình nhất cho kiểu môi trường sống này trên thế giới. Tính trung bình trong mùa khô, diện tích bị ngập nước khoảng 110.000 kilômét vuông (42.000 dặm vuông Anh), trong khi mùa mưa diện tích bị ngập nước trong lưu vực lên đến 350.000 kilômét vuông (140.000 dặm vuông Anh).
Lượng nước từ sông Amazon đổ ra Đại Tây Dương rất lớn, lên đến 300.000 mét khối trên giây (11.000.000 cu ft/s) trong mùa mưa, trung bình 209.000 mét khối trên giây (7.400.000 cu ft/s) trong khoảng thời gian từ 1973 đến 1990. Amazon cung cấp khoảng 20% lượng nước ngọt trên thế giới đổ vào đại dương. Vùng nước mà con sông đổ vào đại dương trải dài 400 kilômét (250 mi) và rộng 100 đến 200 kilômét (62 đến 124 mi). Nước ngọt nhẹ hơn nước biển, khi chảy vào đại dương sẽ nằm ở trên, pha trộn với nước mặn, làm thay đổi màu sắc của bề mặt đại dương trên một diện tích lên đến 1.000.000 dặm vuông Anh (2.600.000 km2). Qua nhiều thế kỷ các tàu qua lại đã báo cáo rằng vùng nước ngọt gần cửa sông nằm ngoài tầm nhìn đến đất liền và có vẻ như là một đại dương mở.
Năng lượng sóng và thủy triều của Đại Tây Dương đủ để mang hầu hết vật liệu trầm tích của sông Amazon ra biển, do đó Amazon không hình thành một đồng bằng châu thổ thực sự. Các đồng bằng châu thổ lớn trên thế giới tất cả nằm trong các vùng nước được bảo vệ một cách tương đối, trong khi Amazon không hội đủ những yếu tố như thế.

### Thượng nguồn
Vào tháng 5 năm 2007, nhằm xác định thượng nguồn của con sông, các nhà khoa học Brasil và Peru đã làm một cuộc hành trình vất vả. Và họ thấy con sông này bắt nguồn từ vùng núi trẻ An-đét (5000 mét so với mực nước biển).

## Lũ lụt

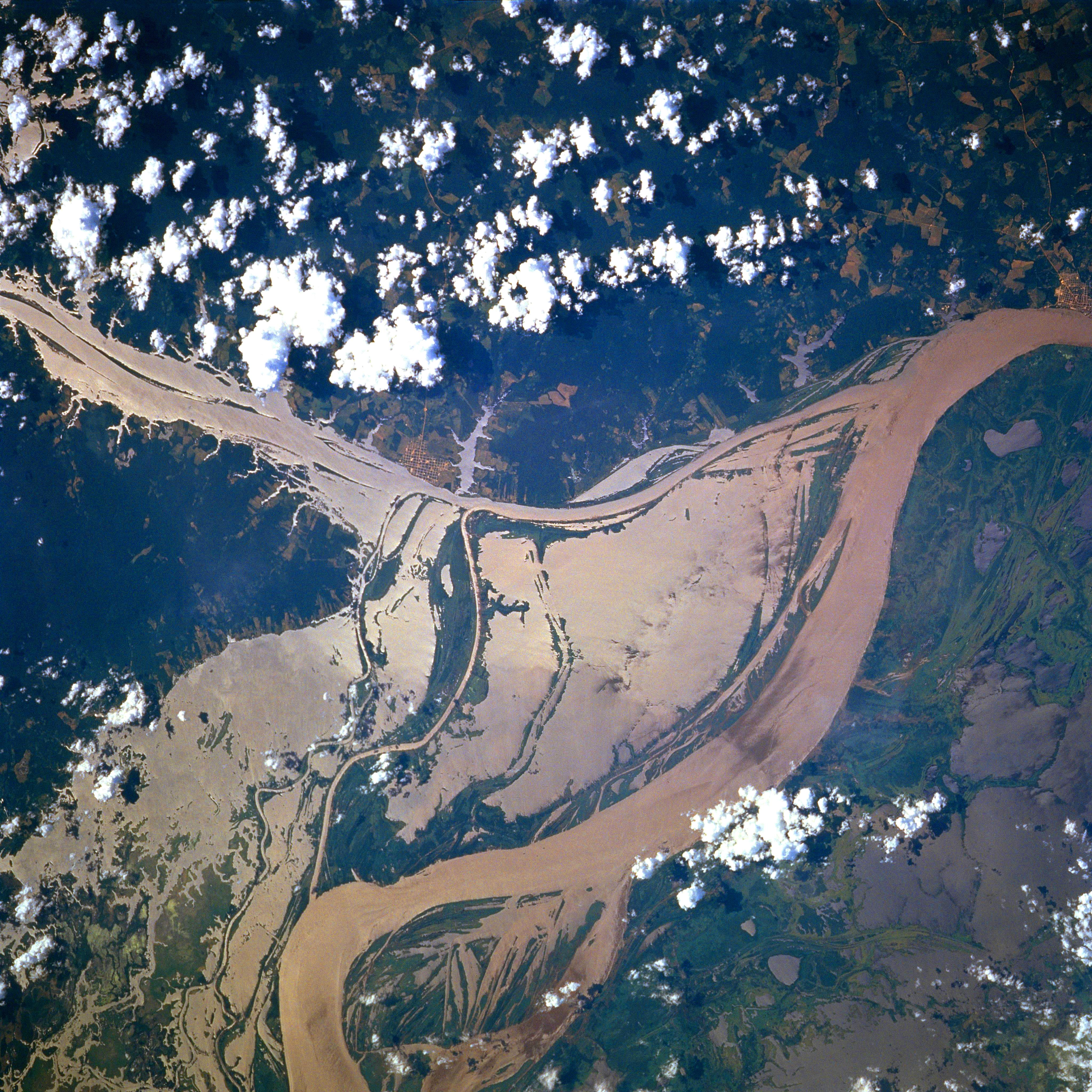
Một bức ảnh vệ tinh NASA chụp một phần bị ngập của dòng sông trong mùa lũ

Không phải tất cả các nhánh sông của Amazon xuất hiện lũ cùng thời điểm trong một năm. Nhiều nhánh bắt đầu lũ vào tháng 11 và có thể tiếp tục dâng cao cho đến tháng 6. Nước sông Rio Negro dâng lên bắt đầu trong tháng 2 hoặc 3 và bắt đầu rút trong tháng 6. Sông Madeira dâng và hạ trong 2 tháng sớm hơn hầu hết các nhánh sông khác của Amazon.
Độ sâu trung bình của Amazon giữa Manacapuru và Óbidos theo tính toán giữa 20 đến 26 mét (66 đến 85 ft). Tại Manacapuru, mực nước sông chỉ vào khoảng 24 mét (79 ft) trên mực nước biển. Hơn phân nửa nước của hạ nguồn Amazon trên sông Manacapuru nằm dưới mực nước biển. Ở đoạn thấp nhất độ sâu trung bình của Amazon là 20 đến 50 mét (66 đến 164 ft), ở một số nơi có thể lên đến 100 mét (330 ft).
Lũ hàng năm gây ra bởi sóng triều được gọi là "pororoca." Sóng xuất hiện vào cuối đông khi triều cao, khi đó Đại Tây Dương bao phủ vào trong sông. Sóng có thể cao đến 4 m và truyền sâu vào trong đất liền 13 km.

## Thế giới sinh vật

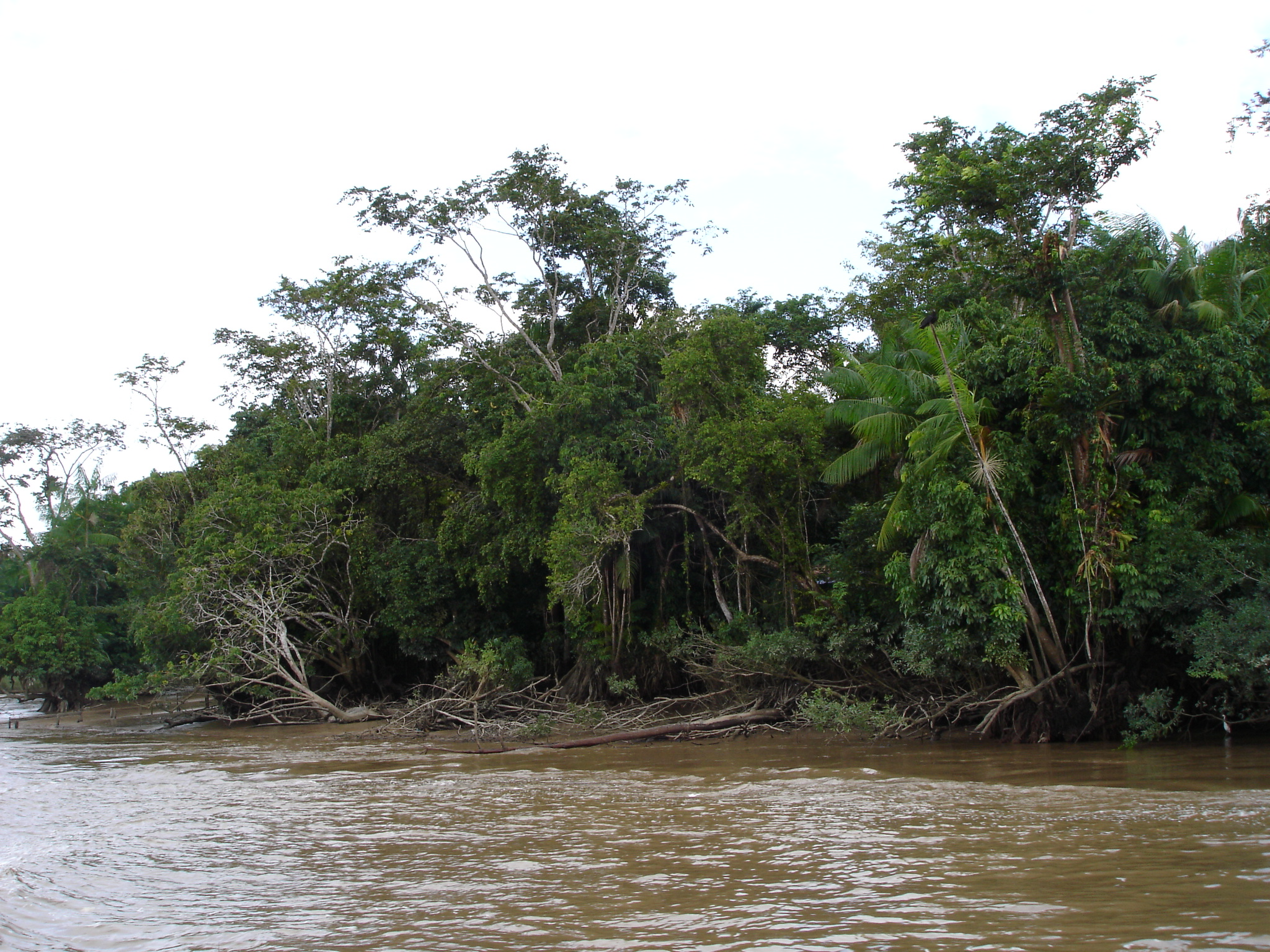
Rừng Amazon

Hơn một phần ba số loài động vật được biết đến hiện nay sống ở rừng Amazon, một khu rừng nhiệt đới khổng lồ nằm trên lưu vực sông Amazon có diện tích hơn 5.400.000 kilômét vuông (2.100.000 dặm vuông Anh). Nó là rừng nhiệt đới giàu đa dạng sinh học nhất thế giới. Hiện có 3,000 loài cá có mặt ở lưu vực Amazon, với nhiều loài mới được tìm thấy hàng năm.

### Khoáng sản
Phần lớn Rừng Amazon có núi, các loại khoáng sản có kim cương (phân bố ở Brasil), vàng ở Bôlivia, và các kim loại khác nhau.

## Hình ảnh

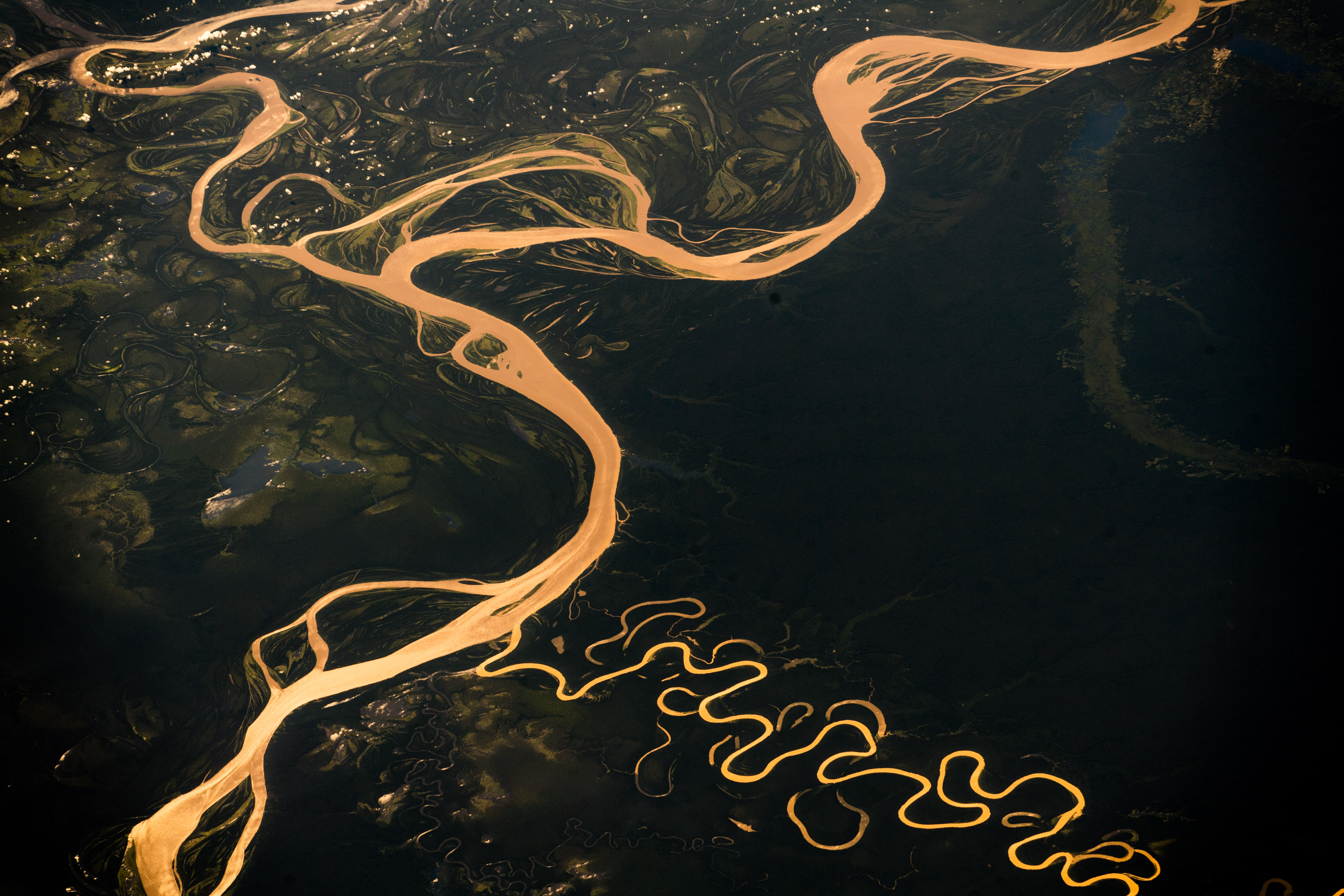
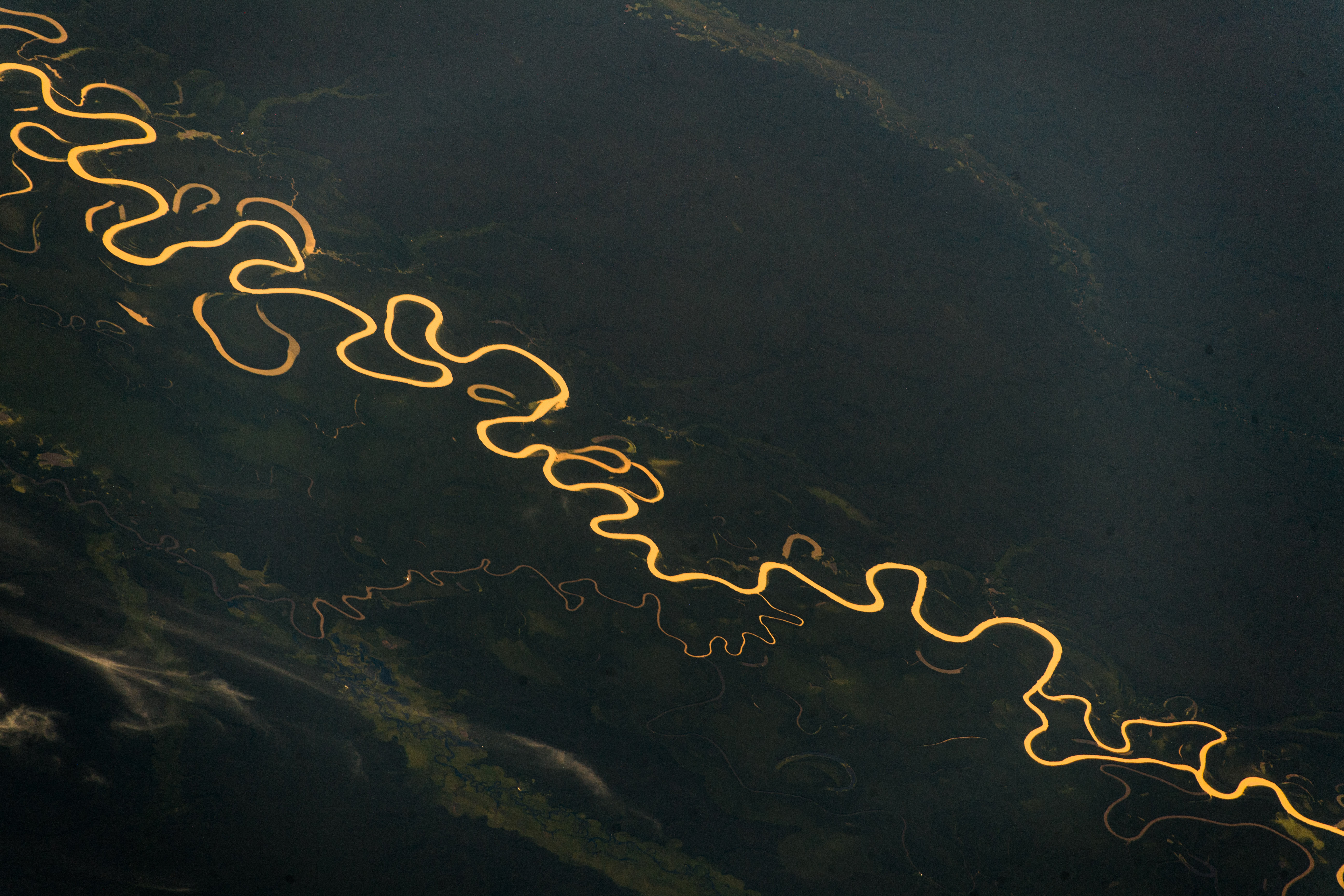
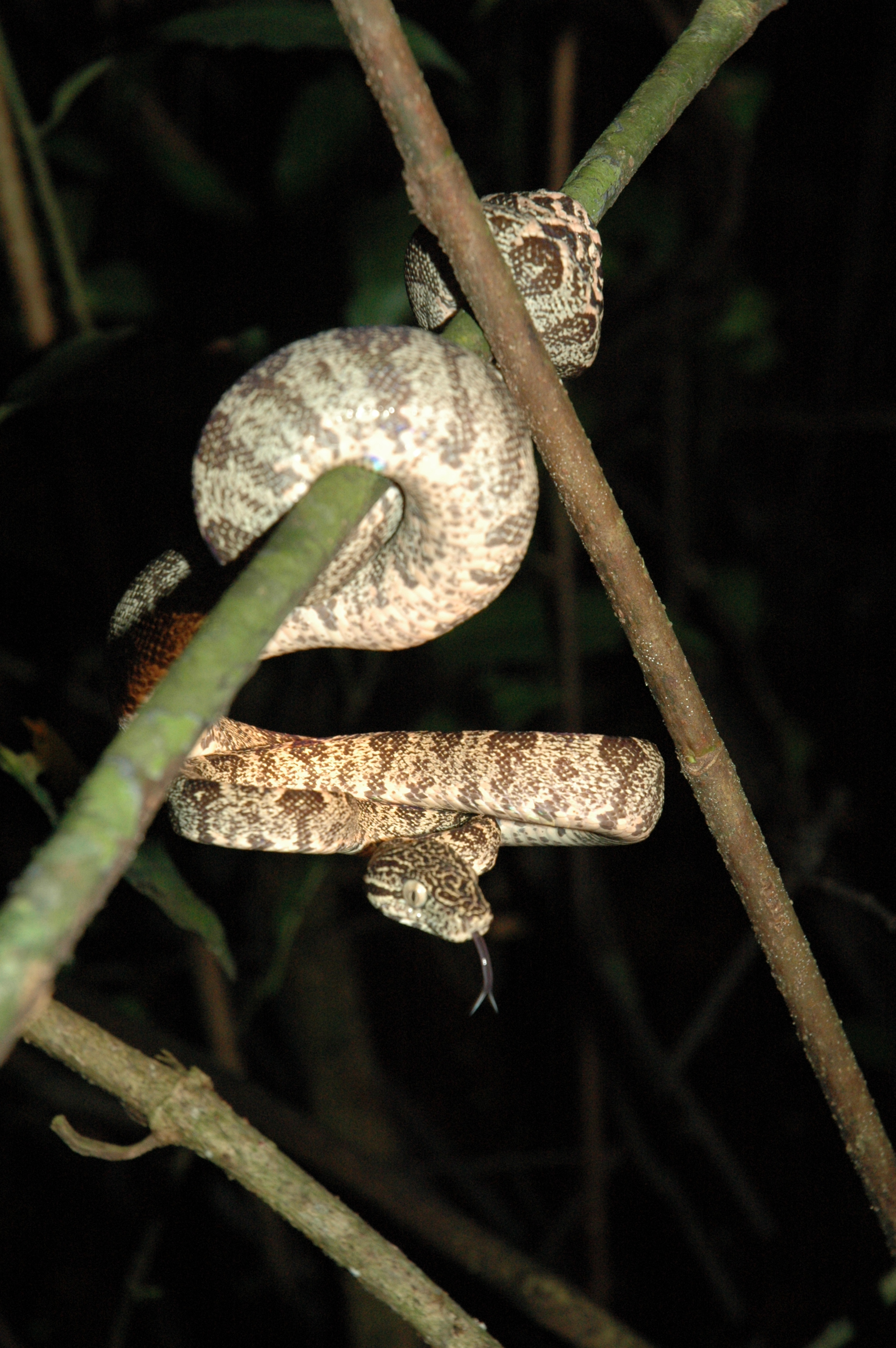
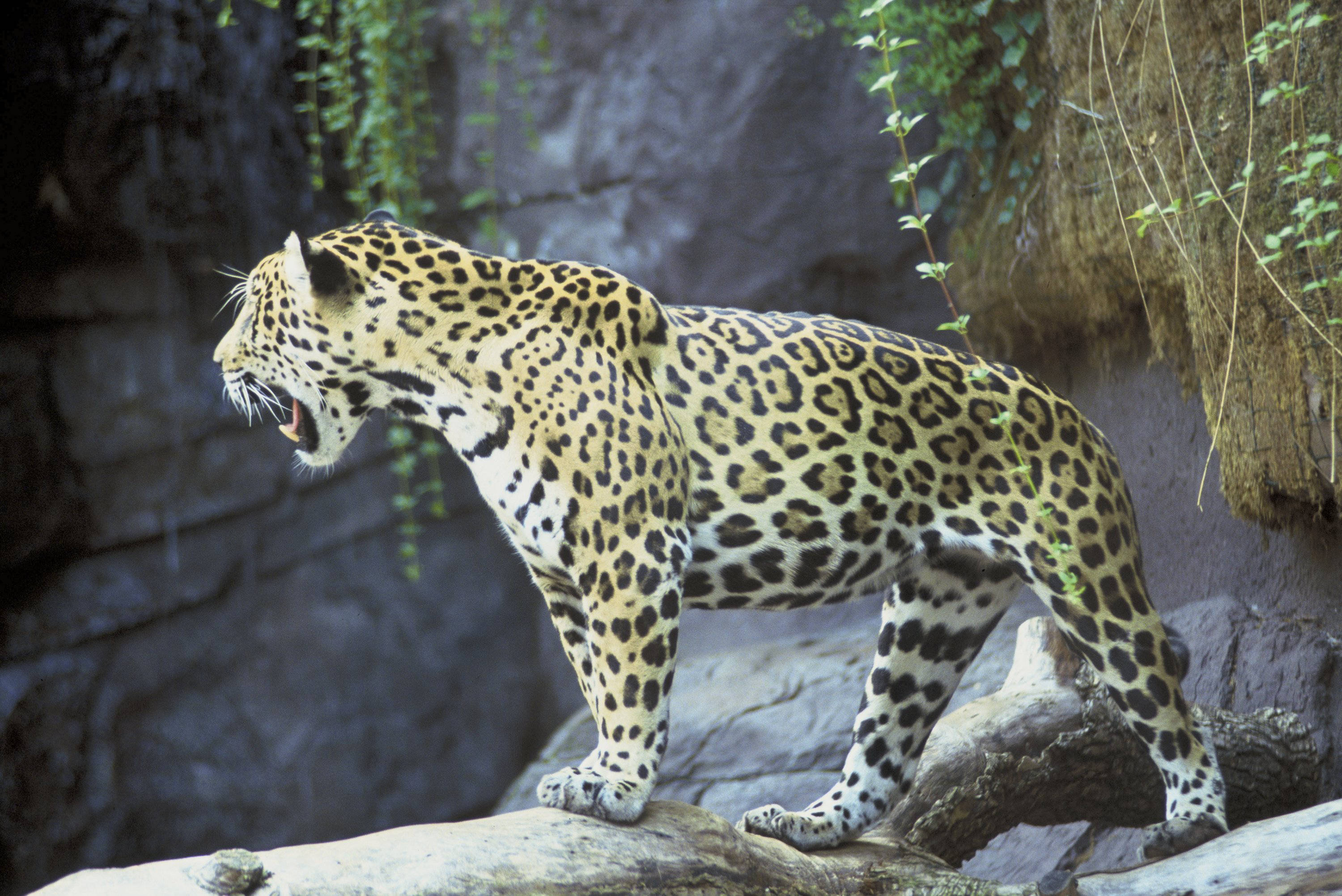
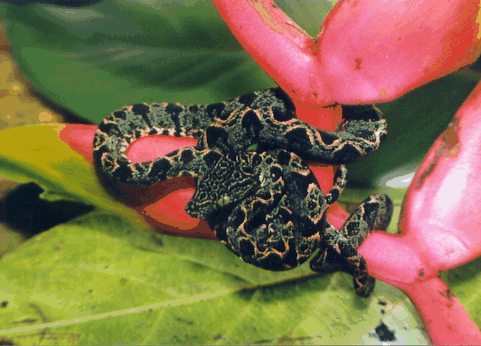
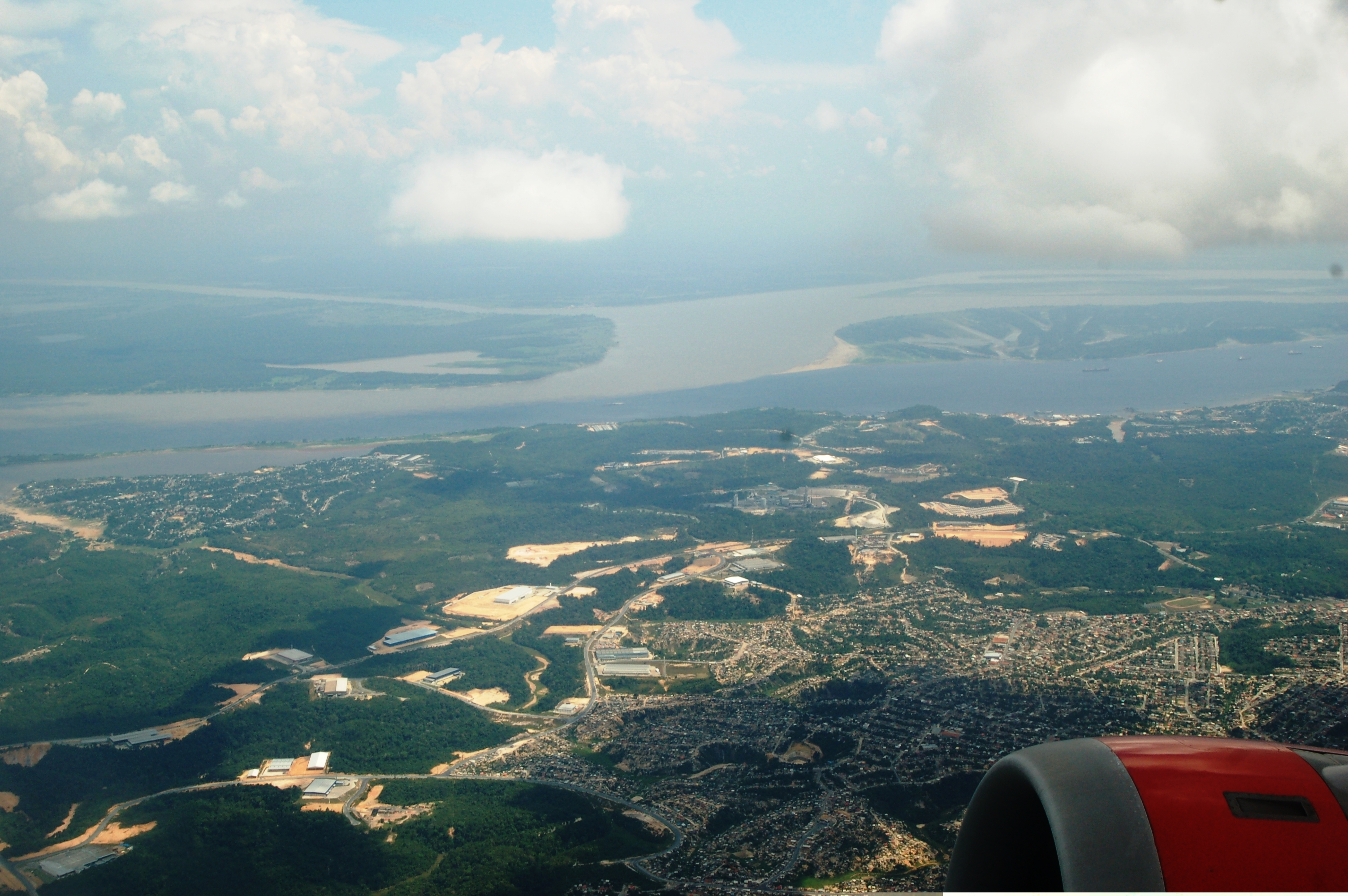
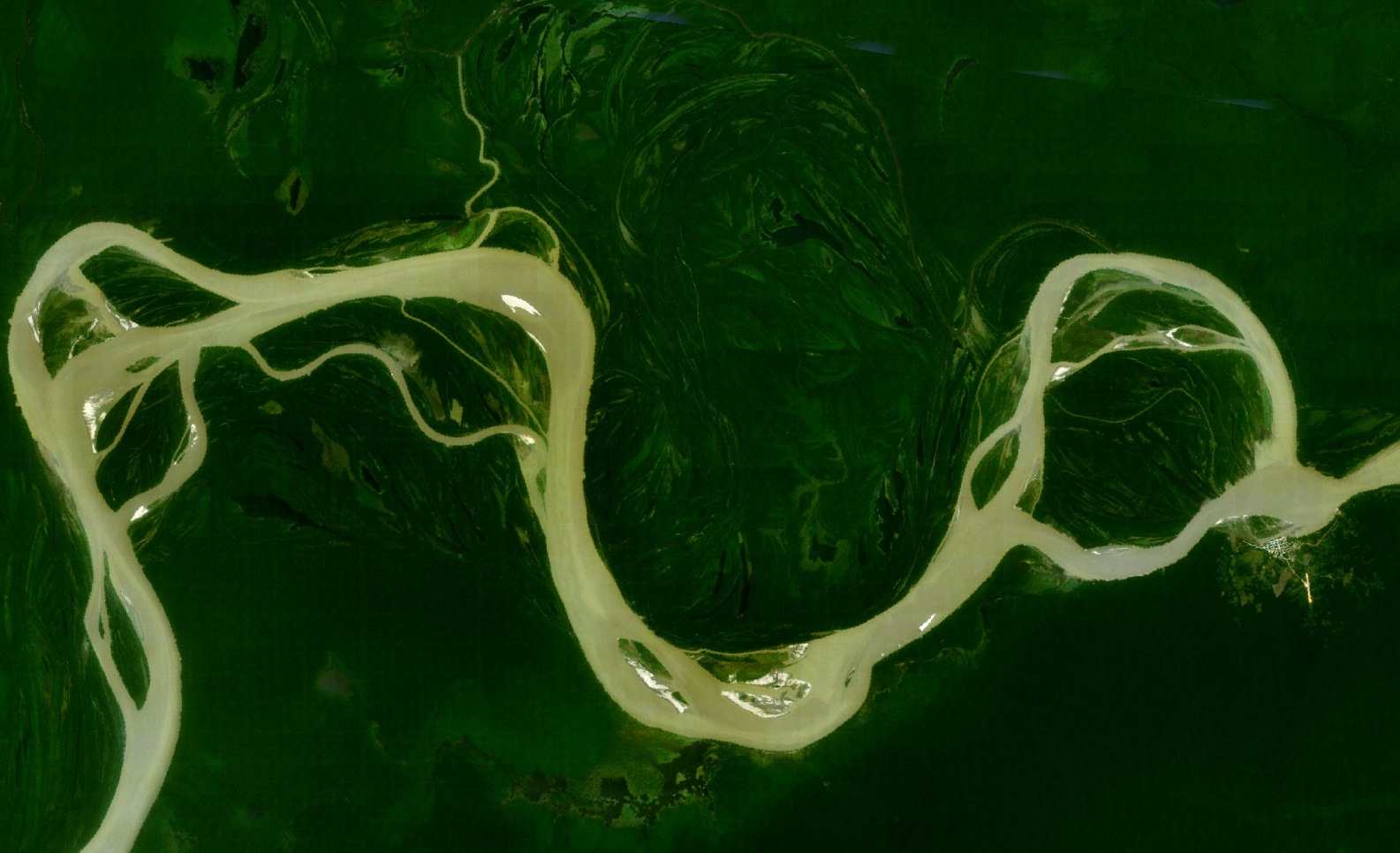
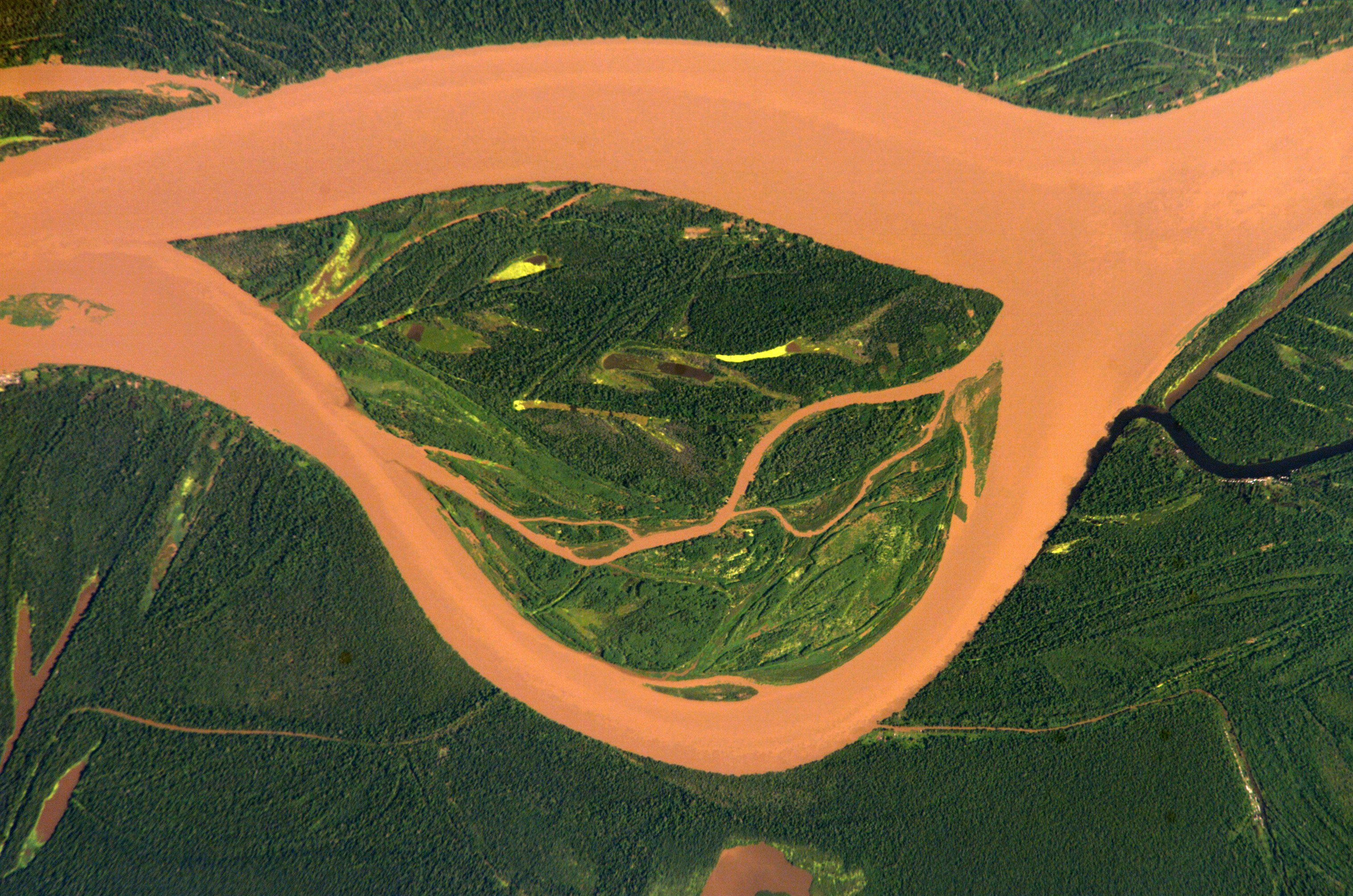

## Các phụ lưu chính
Amazon có hơn 1.100 phụ lưu, 17 trong số đó có chiều dài hơn 1.500 kilômét (930 mi). Một số sông nổi tiếng như:

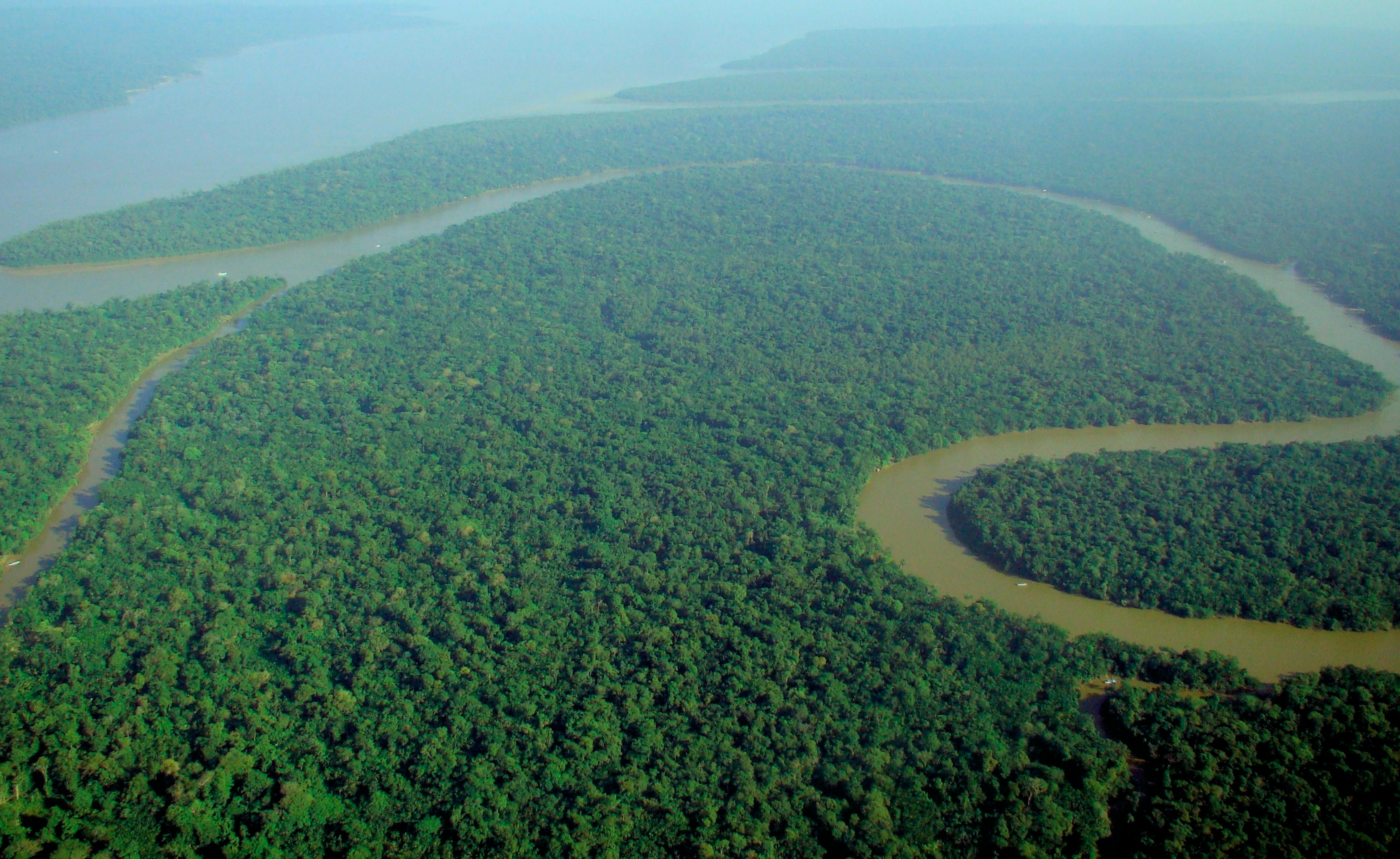
Solimões, đoạn ở thượng nguồn sông Amazon

| - Branco - Casiquiare canal - Sông Japurá - Huallaga - Putumayo (sông Içá) - Javary |  | - Jurua - Madeira - Marañón - Morona - Nanay - Napo |  | - Negro - Pastaza - Purus - Tambo - Tapajós - Tigre |  | - Tocantins - Trombetas - Ucayali - Xingu - Yapura |